# Kaatje bij de Sluis
Kaatje bij de Sluis is een restaurant met hotel in Blokzijl. Het restaurant heeft sinds 1978 een of twee Michelinsterren, met uitzondering van het jaar 2005. Chef-kok is sinds 2022 de voormalige souschef Thomas Deli.
Het restaurant bevindt zich in het hart van het oude stadje Blokzijl, bij de sluis. De naam van het restaurant verwijst naar een legende over Kaatje, een meisje dat al jong de scepter zwaaide in de keuken van herberg In den Gouden Walvisch. Tegenover het restaurant staat het gelijknamige beeld van haar.

## Geschiedenis
Kaatje bij de Sluis werd op 17 mei 1974 opgericht door Fons en Anneke van Groeningen, zij werkten daarvoor bij het restaurant Bistro Le Philosophe van Joop Braakhekke. In 1981 werd het bedrijf uitgebreid met een hotel aan de andere kant van de sluis. In 2004 werd het bedrijf overgenomen door Harald Hovenkamp en Peter Postma en in 2022 namen Thomas Deli en Lotte Veldman het over.

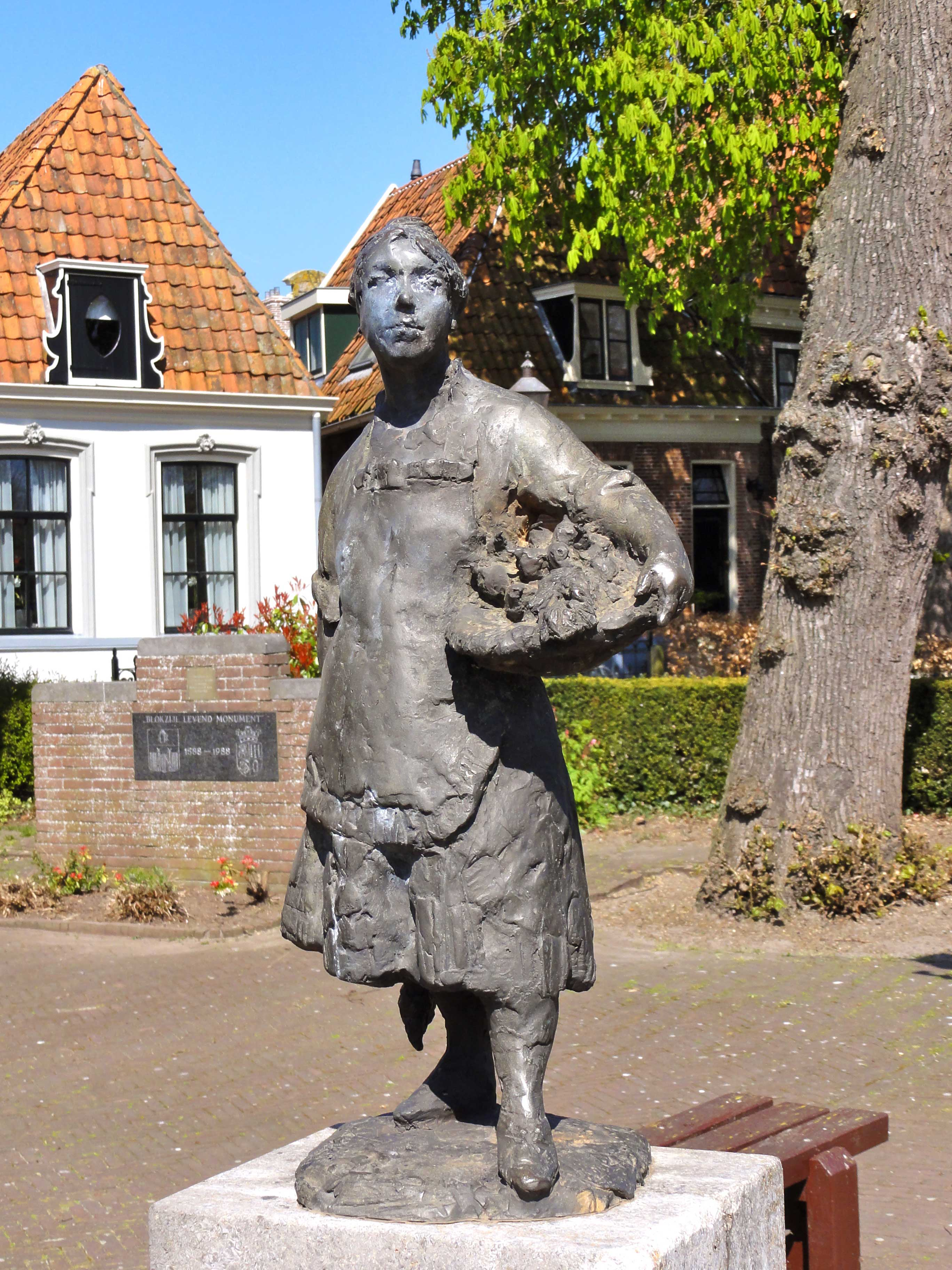
Het beeld van Kaatje (door Hans Bayens, 1989)